# Адміністративний устрій Синельниківського району
Адміністративний устрій Синельниківського району — адміністративно-територіальний поділ Синельниківського району Дніпропетровської області на 3 селищні, 3 сільські громади та 2 сільські ради, які об'єднують 123 населені пункти та підпорядковані Синельниківській районній раді. Адміністративний центр — місто Синельникове.

## Список громадСинельниківського району
- Зайцівська сільська громада
- Іларіонівська селищна громада
- Любимівська сільська громада
- Раївська сільська громада
- Роздорська селищна громада
- Славгородська селищна громада

## Список радСинельниківського району
| № | Назва                       | Центр         | Населені пункти                                                          | Площа км² | Місце за площею | Населення (2001), чол. | Місце за населенням |
| - | --------------------------- | ------------- | ------------------------------------------------------------------------ | --------- | --------------- | ---------------------- | ------------------- |
| 1 | Дерезуватська сільська рада | c. Дерезувате | c. Дерезувате с. Дороге с. Лугове с-ще Степове с. Широкосмоленка         |           |                 |                        |                     |
| 2 | Писарівська сільська рада   | c. Писарівка  | c. Писарівка с. Зелений Гай с. Мар'ївка с. Новоіларіонівське с. Пристень |           |                 |                        |                     |